# Fischschuppengecko
Der Fischschuppengecko (Geckolepis megalepis) gehört zur Familie der Geckos und lebt in den Kalksteinformationen im nördlichen Madagaskar. Es ist die erste Ergänzung zur Gattung Geckolepis seit 1942. Diese Gecko-Art hat die größten Schuppen aller Geckos und kann diese als Verteidigungsmechanismus abwerfen, um sich vor Feinden zu schützen (Autotomie). So bleiben einem Räuber meistens nur die Schuppen des Geckos im Maul. Diese Fähigkeit teilt der Fischschuppengecko mit anderen Arten der Gattung Geckolepis. Die Schuppen des Fischschuppengeckos lösen sich jedoch weitaus einfacher als bei den anderen Arten.

## Verteilung und Artenschutz
Geckolepis megalepis ist bekannt vom Ankarana-Nationalpark. Der Lebensraum ist auf die Tsingy-Karst-Formationen im Park beschränkt. In der ursprünglichen Beschreibung wurde die Art aufgrund der Verkleinerung des Verbreitungsgebiets durch den Menschen als vom Aussterben bedroht beschrieben, man geht jedoch davon aus, dass sich die Art an die Veränderungen anpassen kann.

## Verteidigungsmechanismus
Weil der Fischschuppengecko die Art mit den größten Schuppen aller Geckos ist, haben sie deren Abwurf als Maßnahme zur Flucht vor Räubern besonders weit entwickelt. Die Schuppen haben sich evolutionär so entwickelt, dass sie sehr leicht abfallen. Unter den Schuppen befindet sich eine Sollbruchstelle, die von der Haut gebildet wird. Geckolepis megalepis ist zwar nicht die einzige Art der Geckos, die diesen Verteidigungsmechanismus beherrscht, aber die einzige, die dies willentlich tun kann. Die Schuppenhaut wächst innerhalb von einigen Wochen nach. Da die Haut so leicht lösbar ist, war es nicht einfach für die Wissenschaftler, die Geckos zu fangen und eingehend zu studieren. Man stellte schließlich fest, dass das Material der Schuppen sehr dicht und mineralisiert ist. Die Form der Regeneration ist bisher noch nicht vollständig erforscht.

## Ökologie
Wenig ist über die Ökologie der Fischschuppengeckos bekannt. Man weiß nur, dass sie nachtaktiv sind, Bäume bevorzugen und Insekten fressen.